# Jeannine Altmeyer
Jeannine Altmeyer (* 2. Mai 1948 in La Habra bei Los Angeles) ist eine US-amerikanische Opernsängerin (Sopran).

## Leben
Theresa Jeannine Altmeyers Familie ist deutsch-italienischer Abstammung. Sie war Schülerin von Betty Olssen, Martial Singher, Lotte Lehmann und George London. 1970 gewann sie den ersten Preis bei einem Gesangswettbewerb der Metropolitan Opera, der mit einem Anfänger-Engagement verbunden war. Bereits 1973 engagierte sie Herbert von Karajan als Freia im Rheingold für die Salzburger Opernfestspiele. Diese Partie hatte die Sopranistin zuvor  erfolgreich auf der Opernbühne von Chicago gesungen. Im selben Jahr wurde sie Ensemblemitglied des Opernhauses von Zürich. Von 1975 bis 1979 war Jeannine Altmeyer Ensemblemitglied der Stuttgarter Oper. Dort brillierte sie mit großem Erfolg in  Opern von Richard Strauss, u. a. als Salome und Chrysothemis. Die Sängerin gastierte ferner an den Bühnen von Amsterdam, Frankfurt/Main, Hamburg, Düsseldorf,  Köln, Paris, Los Angeles,  an der Mailänder Scala und immer wieder an der Metropolitan Oper. Jeannine Altmeyer war eine gefeierte Sängerin der Bayreuther Festspiele. Sie sang dort 1979 unter Pierre Boulez die Sieglinde in der Walküre an der Seite von Peter Hofmann als Siegmund. Außerdem sang sie in Bayreuth die Isolde und die Gutrune.
Neben ihrer Bühnenpräsenz war die Sängerin eine international gefragte Lied-, Konzert- und Oratoriensängerin. Heute betätigt sie sich überwiegend als Gesangspädagogin und leitet viele Meisterklassen.

## Rollenrepertoire (Auswahl)
- Isolde in Tristan und Isolde
- Brünnhilde in Die Walküre, Siegfried, Götterdämmerung
- Sieglinde in Die Walküre
- Gutrune in Götterdämmerung
- Freia in Das Rheingold
- Elsa in Lohengrin
- Venus in Tannhäuser
- Salome in Salome
- Chrysothemis in Elektra
- Agathe in Der Freischütz
- Leonore in Fidelio
- Königin in Die Königin von Saba
- Tosca in Tosca

## Diskografie
- Götterdämmerung, Label: Philips
- Fidelio, Label: Sony Music

DVD
- Die Walküre, Label: Deutsche Grammophon